# Onoclea
El género Onoclea son helechos de hoja caduca del este de América del Norte y del Asia oriental templada. Coloniza con mucha rapidez en condiciones húmedas. Las frondas, de largos tallos, están apiñadas sobre rizomas rastreras y en primavera todas son estériles, con anchas lacinias delgadas; más tarde en la estación aparecen las frondas fértiles esporíferas, más finamente divididas.

## Cultivo
Este helecho, completamente resistente a las heladas, prospera tanto en condiciones soleadas como umbrosas, en suelo húmedo, fértil y ácido. Hay que eliminar las frondes a medida que empiezan a secarse, cosa que harán al primer indicio de heladas. Se multiplican por esporas maduras o por división en otoño o invierno.

## Especies
- Onoclea attenuata Sw. (1801)
- Onoclea augescens Link (1841)
- Onoclea boryana Sw. (1806)
- Onoclea capensis Thunb. (1800)
- Onoclea crispa Hoffm. (1795)
- Onoclea discolor Sw. (1806)
- Onoclea intermedia (C.Chr.) M.Kato, T.Suzuki & N.Nakato (1991)
- Onoclea interrupta (Maxim.) Gastony & M.C.Ungerer (1997)
- Onoclea lineata Sw. (1801)
- Onoclea myriothecaefolia Bory ex Willd. (1810)
- Onoclea nodulosa Michx. (1803)
- Onoclea nuda Labill. (1806)
- Onoclea obtusilobata Schkuhr (1809)
- Onoclea orientalis Hook. (1862)
- Onoclea pensylvatica Sm. (1813)
- Onoclea polypodioides L. (1771)
- Onoclea procera Spreng. (1799)
- Onoclea quercifolia Willd. (1802)
- Onoclea scandens Sw. (1806)
- Onoclea sensibilis L. (1753)
- Onoclea sorbifolia (L.) Sw. (1806)
- Onoclea spicant Hoffm. (1795)
- Onoclea spicata Sw. (1803)
- Onoclea striata Sw. (1806)
- Onoclea struthiopteris Hoffm. (1795)
- Onoclea variabilis Poir. (1816)
- Onoclea x glaciogena Wagner

- Datos: Q5590498
- Multimedia: Onoclea / Q5590498
- Especies: Onoclea